# Armênia nos Jogos Olímpicos de Verão de 2008
A Armênia participou dos Jogos Olímpicos de Verão de 2008, em Pequim, na China. O país estreou nos Jogos em 1996 e esta foi sua 4ª participação.

## Medalhistas
| Atleta                | Esporte        | Evento                            | Medalha |
| --------------------- | -------------- | --------------------------------- | ------- |
| Hrachik Javakhyan     | Boxe           | Peso leve                         | Bronze  |
| Tigran G. Martirosyan | Halterofilismo | Até 69 kg masculino               | Bronze  |
| Gevorg Davtyan        | Halterofilismo | Até 77 kg masculino               | Bronze  |
| Tigran V. Martirosyan | Halterofilismo | Até 85 kg masculino               | Bronze  |
| Roman Amoyan          | Lutas          | Greco-romana até 55 kg masculino  | Bronze  |
| Yuri Patrikeyev       | Lutas          | Greco-romana até 120 kg masculino | Bronze  |

## Desempenho

### Atletismo
| Melik Janoyan  | Lançamento de dardo masculino | 64.47 | 37 | Não avançou | Não avançou | Não avançou | Não avançou |             |             |
| Ani Khachikyan | 100 m feminino                | 12.76 | 68 | Não avançou | Não avançou | Não avançou | Não avançou | Não avançou | Não avançou |

### Boxe
| Hovhannes Danielyan  | Mosca-ligeiro      | CMR Thomas Essomba V 9-3     | KAZ Birzhan Zhakypov D 13-7 | Não avançou                       | Não avançou                   | Não avançou | Não avançou       |             |             |
| Hrachik Javakhyan    | Leve               |                              | NGR Rasheed Lawal V 12-0    | KOR Jong Sub-Baik V (desistência) | RUS Aleksei Tishchenko D 10-5 | Não avançou | Medalha de bronze |             |             |
| Eduard Hambardzumyan | Meio-médio-ligeiro | DOM Manuel Felix Diaz D 11-4 | Não avançou                 | Não avançou                       | Não avançou                   | Não avançou | Não avançou       | Não avançou | Não avançou |
| Andranik Hakobyan    | Médio              | GHA Ahmed Saraku V 14:8      | UZB Elshod Rasulov D 7-3    | Não avançou                       | Não avançou                   | Não avançou | Não avançou       |             |             |

### Halterofilismo
| Atleta                | Prova           | Arranque | Arranque | Arremesso | Arremesso | Total | Pos.              |
| Atleta                | Prova           | Res.     | Pos.     | Res.      | Pos.      | Total | Pos.              |
| --------------------- | --------------- | -------- | -------- | --------- | --------- | ----- | ----------------- |
| Tigran G. Martirosyan | -69kg masculino | 153      | 3        | 185       | 3         | 338   | Medalha de bronze |
| Gevorg Davtian        | -77kg masculino | 165      | 2        | 195       | 5         | 360   | Medalha de bronze |
| Ara Khachatryan       | -77kg masculino | 162      | 4        | 191       | 10        | 353   | 7                 |
| Edgar Gevorgyan       | -85kg masculino | 176      | 5        | DNF       | DNF       | DNF   | DNF               |
| Tigran V. Martirosyan | -85kg masculino | 177      | 4        | 203       | 3         | 380   | Medalha de bronze |
| Hripsime Khurshudyan  | -75kg feminino  | 105      | 7        | 130       | 10        | 235   | 11                |

### Judô
Masculino
| Hovhannes Davtyan | −60 kg |  | CUB Yosmani Piiker V 0100-0010 | PRK Kyong Jin Kim D 0000-0022 | Não avançou | Não avançou | Não avançou | Não avançou | Não avançou | Não avançou | Não avançou | Não avançou |
| Armen Nazaryan    | −66 kg |  | EGY Aheen El Hady D 0000-0001  | Não avançou                   | Não avançou | Não avançou | Não avançou | Não avançou | Não avançou | Não avançou | Não avançou |             |

### Lutas
| Atleta             | Prova                         | Preliminar                     | 1/8 de final              | 1/4 de final                   | Semifinais                 | Repescagem 1ª fase     | Repescagem 2ª fase            | Disputa do Bronze           | Final                  | Pos.              |
| Atleta             | Prova                         | Adversário e resultado         | Adversário e resultado    | Adversário e resultado         | Adversário e resultado     | Adversário e resultado | Adversário e resultado        | Adversário e resultado      | Adversário e resultado | Pos.              |
| ------------------ | ----------------------------- | ------------------------------ | ------------------------- | ------------------------------ | -------------------------- | ---------------------- | ----------------------------- | --------------------------- | ---------------------- | ----------------- |
| Martin Berberyan   | Livre −60kg masculino         | CAN Saeed Azarbayjani D 0-4    | Não avançou               | Não avançou                    | Não avançou                | Não avançou            | Não avançou                   | Não avançou                 | Não avançou            | Não avançou       |
| Suren Markosyan    | Livre −66kg masculino         | RUS Irbek Farniev D 2-7        | Não avançou               | Não avançou                    | Não avançou                | Não avançou            | Não avançou                   | Não avançou                 | Não avançou            | Não avançou       |
| Harutyun Yenokyan  | Livre −84kg masculino         |                                | TUN Adnene Rhimi V 14-1   | GEO Revazi Mindorashvili D 0-4 | Não avançou                |                        | GER Davyd Bichinashvili D 3-4 | Não avançou                 | Não avançou            | Não avançou       |
| Roman Amoyan       | Greco-Romana −55kg masculino  |                                | KAZ Asset Imanbayev V 3-1 | GEO Lasha Gogitadze V 3-1      | AZE Rovshan Bayramov D 1-3 |                        |                               | CUB Yagnier Hernandez V 8-0 | Não avançou            | Medalha de bronze |
| Karen Mnatsakanyan | Greco-Romana −60kg masculino  | JPN Makoto Sasamoto D 3-1      | Não avançou               | Não avançou                    | Não avançou                | Não avançou            | Não avançou                   | Não avançou                 | Não avançou            | Não avançou       |
| Arman Adikyan      | Greco-Romana −66kg masculino  | HUN Tamas Loerincz D 3-4       | Não avançou               | Não avançou                    | Não avançou                | Não avançou            | Não avançou                   | Não avançou                 | Não avançou            | Não avançou       |
| Arsen Julfalakyan  | Greco-Romana −74kg masculino  | UKR Volodymyr Shats'kykh V 3-3 | HUN Peter Bacsi D 6-8     | Não avançou                    | Não avançou                | Não avançou            | Não avançou                   | Não avançou                 | Não avançou            | Não avançou       |
| Denis Forov        | Greco-Romana −84kg masculino  | JPN Shingo Matsumoto V 10-2    | USA Brad Vering V 8-2     | SWE Ara Abrahamian D 5-3       | Não avançou                | Não avançou            | Não avançou                   | Não avançou                 | Não avançou            | Não avançou       |
| Yuri Patrikeyev    | Greco-Romana −120kg masculino |                                | EGY Yasser Sakr V 12-1    | CUB Mijain Lopez D 1-4         | Não avançou                |                        | BLR Siarhei Artsiukhin V 3-1  | SWE Jalmar Sjoberg V 6-2    | Não avançou            | Medalha de bronze |

### Natação
| Atleta          | Prova                 | Elim. | Elim. | Semifinal   | Semifinal   | Final       | Final       |
| Atleta          | Prova                 | Tempo | Pos.  | Tempo       | Pos.        | Tempo       | Pos.        |
| --------------- | --------------------- | ----- | ----- | ----------- | ----------- | ----------- | ----------- |
| Michael Koloyan | 100 m livre masculino | 51.89 | 56    | Não avançou | Não avançou | Não avançou | Não avançou |

### Tiro
Masculino
| Atleta            | Prova              | Qual.  | Qual. | Final       | Final       | Pos. |
| Atleta            | Prova              | Escore | Pos.  | Escore      | Pos.        | Pos. |
| ----------------- | ------------------ | ------ | ----- | ----------- | ----------- | ---- |
| Norayr Bakhtamyan | Pistola de ar 10 m | 580    | 12    | Não avançou | Não avançou | 12   |
| Norayr Bakhtamyan | Pistola livre 50 m | 555    | 15    | Não avançou | Não avançou | 15   |